# جيك فريز
جيك فريز (بالإنجليزية: Jake Freeze)‏ هو لاعب كرة قاعدة أمريكي، ولد في 25 أبريل 1900، وتوفي في 9 أبريل 1983.